# Thuần Chấn
Quẻ Thuần Chấn, đồ hình |::|:: còn gọi là quẻ Chấn (震 zhen4), là quẻ thứ 51 trong Kinh Dịch.
- Nội quái là ☳ (|:: 震 zhen4) Chấn hay Sấm (雷).
- Ngoại quái là ☳ (|:: 震 zhen4) Chấn hay Sấm (雷).

Giải nghĩa: Động dã. Động dụng. Rung động, sợ hãi do chấn động, phấn phát, nổ vang, phấn khởi, chấn kinh. Trùng trùng chấn kinh chi tượng: khắp cùng dấy động.